# Nouga
Pour les articles homonymes, voir Nouga (homonymie).
Nouga est une commune rurale du Mali de l'arrondissement central de Kangaba, dans le cercle de Kangaba et la région de Koulikoro, elle a pour chef-lieu la localité de Banancoro.

## Villages
La commune s'étend sur 6 localités relevées lors du recensement général de 2009. 
Les villages les plus peuplés sont :
- Banancoro (2 947 habitants) ;
- Samaya (2 323 habitants) ;
- Danga (1 910 habitants).